# Drosophila parabocainensis
Drosophila parabocainensis är en tvåvingeart som beskrevs av Carson 1954. Drosophila parabocainensis ingår i släktet Drosophila och familjen daggflugor.
Artens utbredningsområde är Brasilien.